# Orońsko
Orońsko – wieś w Polsce położona na terenie Równiny Radomskiej (po jej południowej stronie) w województwie mazowieckim, w powiecie szydłowieckim, w gminie Orońsko. Ma status sołectwa. Leży w dolinie rzeki Oronki w jej dolnym biegu, przy drodze krajowej nr 7 – 15 km na południe od Radomia.
Prywatna wieś szlachecka, położona była w drugiej połowie XVI wieku w powiecie radomskim województwa sandomierskiego. W latach 1954–1972 wieś była siedzibą gromady Orońsko. W latach 1975–1998 miejscowość administracyjnie należała do ówczesnego województwa radomskiego.
Wieś jest siedzibą rzymskokatolickiej parafii pod wezwaniem Wniebowzięcia Najświętszej Maryi Panny.

## Nazwa miejscowości
Pierwsza informacja na temat nazwy miejscowości pochodzi z „Księgi beneficjów diecezji krakowskiej” napisanej w latach 1470–1480 przez Jana Długosza. W dziele tym użył on nazwy Orańsko. Kolejne nazwy wsi to Oranysko (1508) i Oransko (1569) użyte przez Adolfa Pawińskiego w publikacji pod tytułem „Polska XVI wieku pod względem geograficzno-statystycznym ujęta”. Pomiędzy tymi nazwami, w 1566 roku w „Rejestrze podymnego starostwa radomskiego” pojawiła się nazwa Oranisko. Kolejna forma nazwy miejscowości to Orońsk. Używali jej często Franciszek Ksawery Christiani, a także Józef Brandt. Była również stosowana w dokumentach, wydawnictwach urzędowych oraz poważnych publikacjach naukowych. Nazwy Orońsko po raz pierwszy użył Franciszek Siarczyński pod koniec XVIII wieku w „Opisie powiatu radomskiego”. Dzisiejsza nazwa występowała także w wydawnictwach i drukach urzędowych XIX i XX wieku. Oficjalne potwierdzenie administracyjne uzyskała w pierwszym spisie miejscowości, którym była „Tabela miast, wsi i osad Królestwa Polskiego” z 1827 roku.

## Infrastruktura
W Orońsku mają siedziby Urząd Gminy Orońsko, parafia rzymskokatolicka pod wezwaniem Wniebowzięcia Najświętszej Maryi Panny, Publiczna Szkoła Podstawowa im. Józefa Brandta, urząd pocztowy, Bank Spółdzielczy, Ośrodek Zdrowia, Ochotnicza Straż Pożarna, Państwowe Gospodarstwo Rybackie, inne zakłady usługowe i sklepy.
Główną atrakcją turystyczną i powodem, dla którego jest znane, jest posiadłość i pałacyk należące niegdyś do Józefa Brandta, polskiego malarza szkoły monachijskiej.
Pałacyk ten nadal jest związany ze sztuką – w jego dawnych zabudowaniach gospodarczych mieści się Centrum Rzeźby Polskiej.
Wieś była własnością podskarbiego wielkiego koronnego Jakuba Szydłowieckiego, później weszła w skład hrabstwa szydłowieckego.